# 付随車
鉄道車両における付随車（ふずいしゃ）とは、電車・気動車など複数車両に動力を分散配置する方式である動力分散方式において、動力をもたない車両のことである。したがって、同じように無動力であっても、機関車などに牽引される客車や貨車は含まれない。英語のTrailerの頭文字をとって、Tと略記される。

## 日本国内における概要

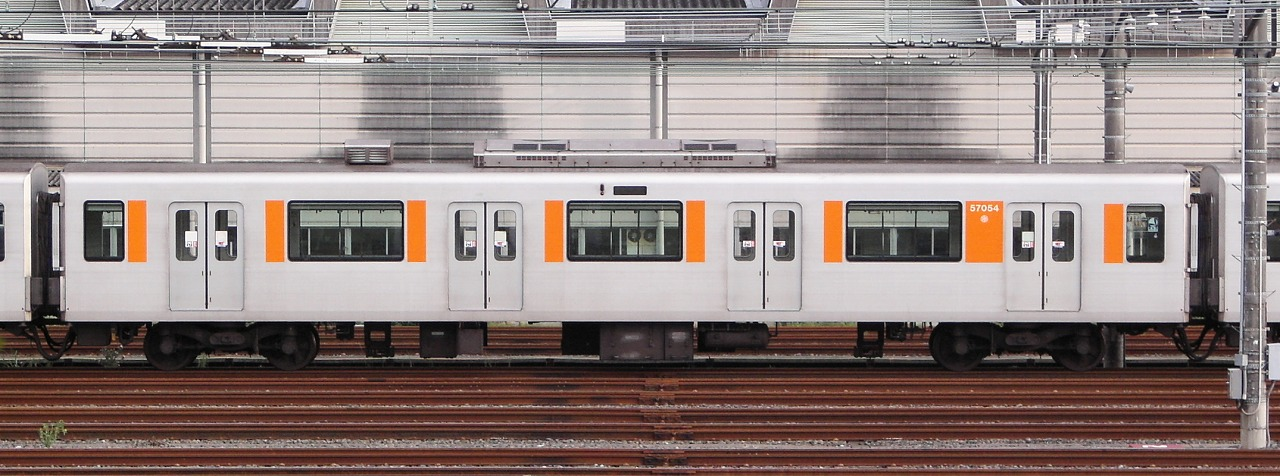
東武50050系のサハ57050形付随車

広義では動力をもたない車両全般を指し、狭義では動力と運転台の双方をもたない車両を指す。広義の付随車のうち運転台をもつ車両は、制御車（Tc）または制御付随車と称し、狭義の付随車と区別することが多い。
狭義の付随車は、日本の鉄道において記号「サ」で表されることが多い。由来については、古語の「候ふ（さぶらふ）」（｢貴人の側にお仕えする｣という意味）や英語のSubordinate（随行するものという意味）、動力車の間に挿入されることから「差し挟む（さしはさむ）」の「サ」など、諸説がある。また、気動車用の付随車の記号は「キサ」である。
1911年（明治44年）に制定された鉄道院の車両形式称号規程では、電車を表す「デ」の中に含まれたが、1914年（大正3年）4月に主電動機を装備しない車両を表す「トデ」が制定された。8月には、制御車と共通で記号「ク」が制定されたが、1917年（大正6年）に運転台をもたない付随車「サ」が分離された。
付随車は制御回路を引き通して編成の中間に組成されるものが一般的だが、制御回路の引き通しをもたず、動力車の後部に連結・牽引される後付付随車（あとづけふずいしゃ）と呼ばれるものも存在する。こちらは、終端駅で機関車牽引列車のように動力車を前後に付け直す必要があり、かつては各地の軽便鉄道などでよく見られた運行形態である。近年では、銚子電気鉄道が保有するワム80000形を改造した遊覧客車「ユ101」が唯一の存在であったが、老朽化のため2012年（平成24年）3月31日付で廃車となり、後付付随車はなくなった。
電車の付随車の場合、通常集電装置は不要であるが、中には付随車でありながらパンタグラフや変圧器などの電装品を装備し、電動車と不可分のユニットを組むものがある。これは、機器を分散させて車両の重量を平準化するために行われる。日本国有鉄道（国鉄）では781系で初めて採用され、電動車と一体不可分であることから、「A」 (Alternative) や「p」 (Pantograph) というサフィックス（副記号）をつけて表され、偶数形式を付されることが多い。国鉄分割民営化後も搭載機器の多い交流直流両用電車や交流用電車で採用される例が多く、JR西日本683系の「サハ682形」やJR九州883系の「サハ883形」などが存在している。また、第二次世界大戦直後には、南海サハ3801形3801（初代）の様に電化区間で蒸気機関車牽引列車の客車代用として用いられる際に、室内灯に給電するためにパンタグラフを搭載した例もあった。なお、この南海サハ3801形の車籍・台車を流用したサハ4801形は国鉄直通列車用に作られた客車ではあるが、南海線内においては後付付随車のような扱いであり、「サハ」の形式記号を付けていた。

### 気動車の付随車
気動車の場合、かつては電車と比較して動力車1両あたりの出力が小さかったことから、付随車を組み込むと編成全体でさらにパワーダウンとなってしまうため付随車自体の絶対数は少なく、新製車となると特に少なかった。
国鉄時代に製造された客車を気動車に改造した車両は比較的よく見られており、キサハ45形・キサハ34形・キサロ59形・キサハ144形といった形式が登場している。江若鉄道や北海道旅客鉄道（JR北海道）においては、客車を客車の種別のまま気動車列車に組み込んだ例がみられた。
その一方で、新製車両としては戦前の電気式気動車列車に組み込まれたキサハ43500形、1960年代のキサシ80形、大出力機関搭載気動車列車に組み込まれたキサロ90形、キサシ180形のみで、それ以降は長らく途絶えていた。
その後、1990年（平成2年）12月に、JR北海道がジョイフルトレインである「クリスタルエクスプレス トマム & サホロ」にキサロハ182形（キサロハ182-5101）を増備したが、これが気動車としてキサシ180形以来約20年ぶりの新製付随車となった。JR北海道は続いて1991年12月に「スーパーとかち」（晩年は「おおぞら」でも使用）にキサロハ182形（キサロハ182-551 - 554）を、1992年（平成4年）12月にはジョイフルトレイン「ノースレインボーエクスプレス」にもキサハ182形（キサハ182-5201）を、それぞれ増備し組み込んだ。なお、これらは全て2階建車両であり、特にキサロハ182-5101は気動車として日本初の2階建車両でもあった。ただ、「スーパーとかち」・「おおぞら」で使用されたキサロハ182形550番台は2001年（平成13年）6月末をもって運用から外され、その後は長らく保留車とされたが、結局は2013年（平成25年）12月20日付で4両全車が廃車されている。
以降、長らく旅客用の新製車両はなかったが、2015年（平成27年）にJR九州が、「ゆふいんの森」で使用しているキハ72系に増備した1両がキサハ72形（キサハ72-4）であり、キサハ182-5201以来23年ぶりの旅客用新製付随車が登場した。2016年（平成28年）には、JR西日本が団体専用列車「TWILIGHT EXPRESS 瑞風」で使用する87系寝台気動車を新製し、うち2号車（キサイネ86-101）、3号車（キサイネ86-301）、4号車（キサイネ86-401）、7号車（キサイネ86-501）、8号車（キサイネ86-201）、9号車（キサイネ86-1）が付随車となっている。また、JR東日本も同じく2016年（平成28年）に団体専用列車「TRAIN SUITE 四季島」で使用するE001形を新製したが、こちらは動力方式として架線集電により駆動する電車の機能とディーゼル発電機により発電した電力で駆動するディーゼル・エレクトリック方式気動車の機能を併せ持つ新システム「EDC方式」を採用しており、電車・気動車の両方の性能を併せ持っている車両である（このうち、E001-4である4号車からE001-7である7号車までが付随車となっているが、付随車を表す「サ」の記号は付されていない）。
この他、営業用だが波動輸送のみ使用されている車両として、JR四国のキクハ32形（トロッコ列車用制御車）があるほか、JR東日本でも2023年まで「SL銀河」用車両として運用したキサハ144形（キサハ144-701, 702。余剰となったキサハ144形をJR北海道から購入し、700番台に改番）があった。また、事業用としては、JR東海のキサヤ94形（軌道検測用）といった特殊用途車がある。